# Đại học West London
Đại học West London (tiếng Anh: University of West London) là một đại học công lập ở Vương Quốc Anh có các cơ sở tại Ealing và Brentford ở Luân Đôn, cũng như tại Reading và Slough ở Berkshire.
Tiền thân trường đại học là Lady Byron School, do vợ của đại văn hào Lord Byron thành lập năm 1860, sau đó trở thành trường Ealing College of Higher Education. Vào năm 1990, Ealing College of Higher Education, Thames Valley College of Higher Education, Queen Charlotte's College of Health Care Studies và trường Cao đẳng Âm nhạc Luân Đôn London College of Music được hợp nhất thành Trường Bách Khoa West London. Vào năm 1992, Trường Bách Khoa West London được ký quyết định thành trường Đại học và chuyển thành tên Đại học Thames Valley. Năm 2004, Thames Valley sáp nhập thêm hai trường cao đẳng nữa là Reading College và School of Arts and Design. Năm 20120, một cơ sở nhỏ của trường ở Slough ngưng hoạt động.
Vào tháng 8/2010, Trường Đại học West London thông báo trường đã được đồng ý chuyển tên thành Đại học West London, sau khi quyết định tập trung phát triển hai cơ sở lớn nhất của trường về hai khu quận là quận Ealing và Brentford ở phía tây Luân Đôn.  Trường chính thức nhận tên mới, Đại học West London vào thứ tư, ngày 6/4/2011.

## Các cơ sở của trường
Slough trước kia là trụ sở chính của trường nhưng từ khi dự án Heart of Slough của chính phủ ban hành, trụ sở này bị dỡ bỏ. Sinh viên các ngành học liên quan đến Luật, Kinh doanh, Truyền thông, Điện ảnh và Âm nhạc học tại cơ sở Ealing nằm phía tây thành phố Luân Đôn. Sinh viên các ngành liên quan đến Y, Dược học tại Brendford.

## Danh tiếng học thuật

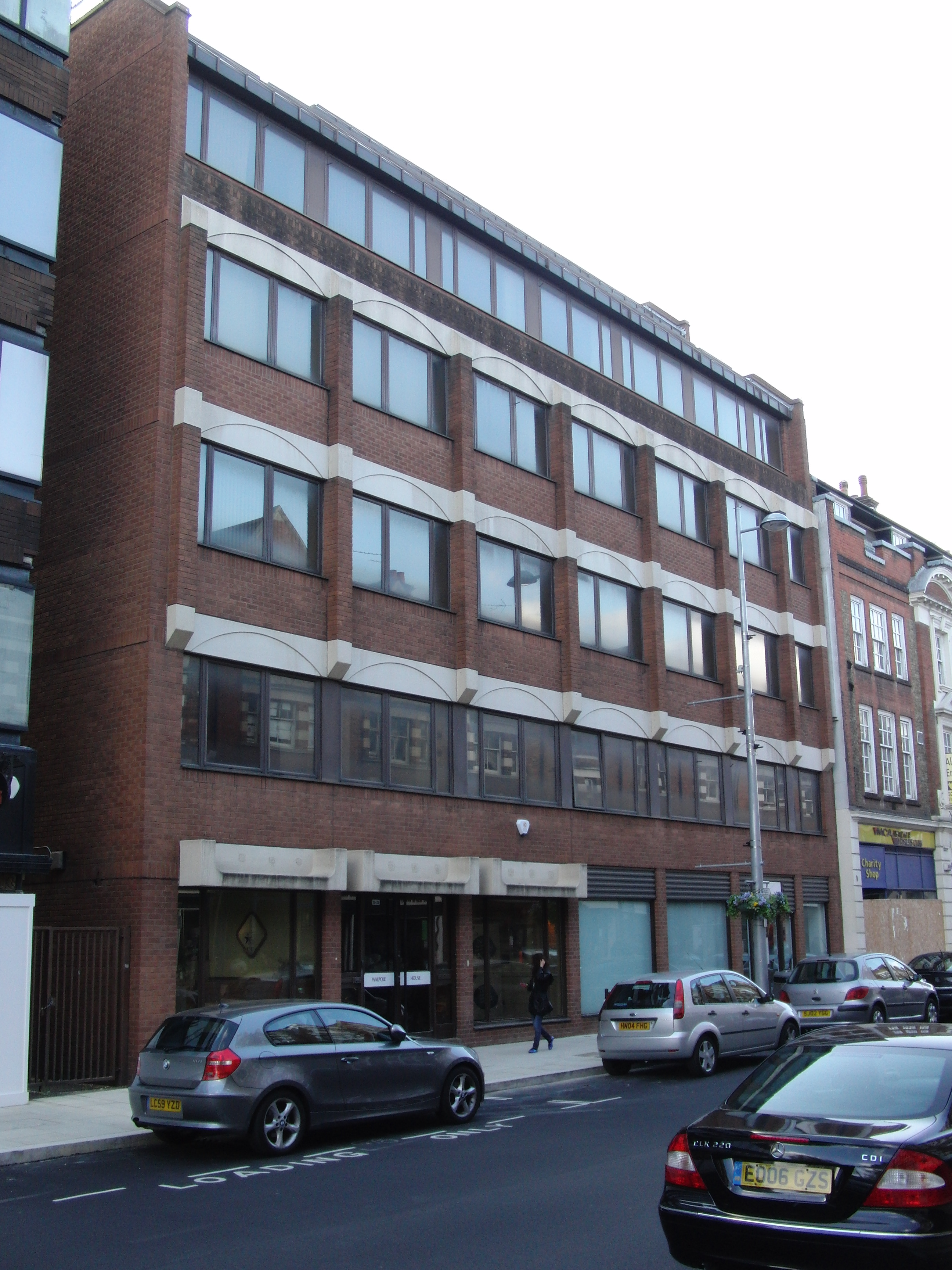
Walpole House in Ealing, housing the university's administration.

Các bảng xếp hạng năm 2010 ghi nhận sự tiến bộ vượt bậc về danh tiếng của trường. Trường xếp hạng 69 trên tổng số 117 ở The Guardian university guide, 98 trên 113 ở The Independent associated Complete University Guide, 106 out of 122 in The Sunday Times University Guide
Theo số liệu chính thức của tờ Times Higher Education đăng tải vào tháng 7 năm 2008, Đại học West London có số lượng sinh viên tốt nghiệp được tuyển dụng cao nhất trên toàn Vương Quốc Anh, với tổng số 95% sinh viên được tuyển dụng ngay chỉ trong vòng sáu tháng sau khi tốt nghiệp.
Cục Thống Kê Giáo dục Anh, HESA (Higher Education Statistics Agency) đã so sánh dữ liệu của sinh viên sau sáu tháng tốt nghiệp trên toàn nước Anh. 94.8% sinh viên tốt nghiệp Đại học được nhà tuyển dụng mời làm việc hoặc học cao học trong vòng sáu tháng tốt nghiệp. Con số này vượt quá số liệu bình quân sinh viên được tuyển dụng ở một trường đại học Vương Quốc Anh (89.8%) kể cả các trường chuyên đào tạo 1 chuyên ngành nhất định. Điều này khiến trường nổi tiếng nhờ khả năng đào tạo các ngành được nhà tuyển dụng ưa thích.
Đại học West London còn tiếp tục cấp 100 học bổng mỗi năm mang tên International Ambassador Scholarships để vinh danh và hỗ trợ tài chính cho những sinh viên xuất sắc muốn nhập học vào trường và trở thành Đại sứ sinh viên cho trường Đại học West London.

## Cuộc sống sinh viên

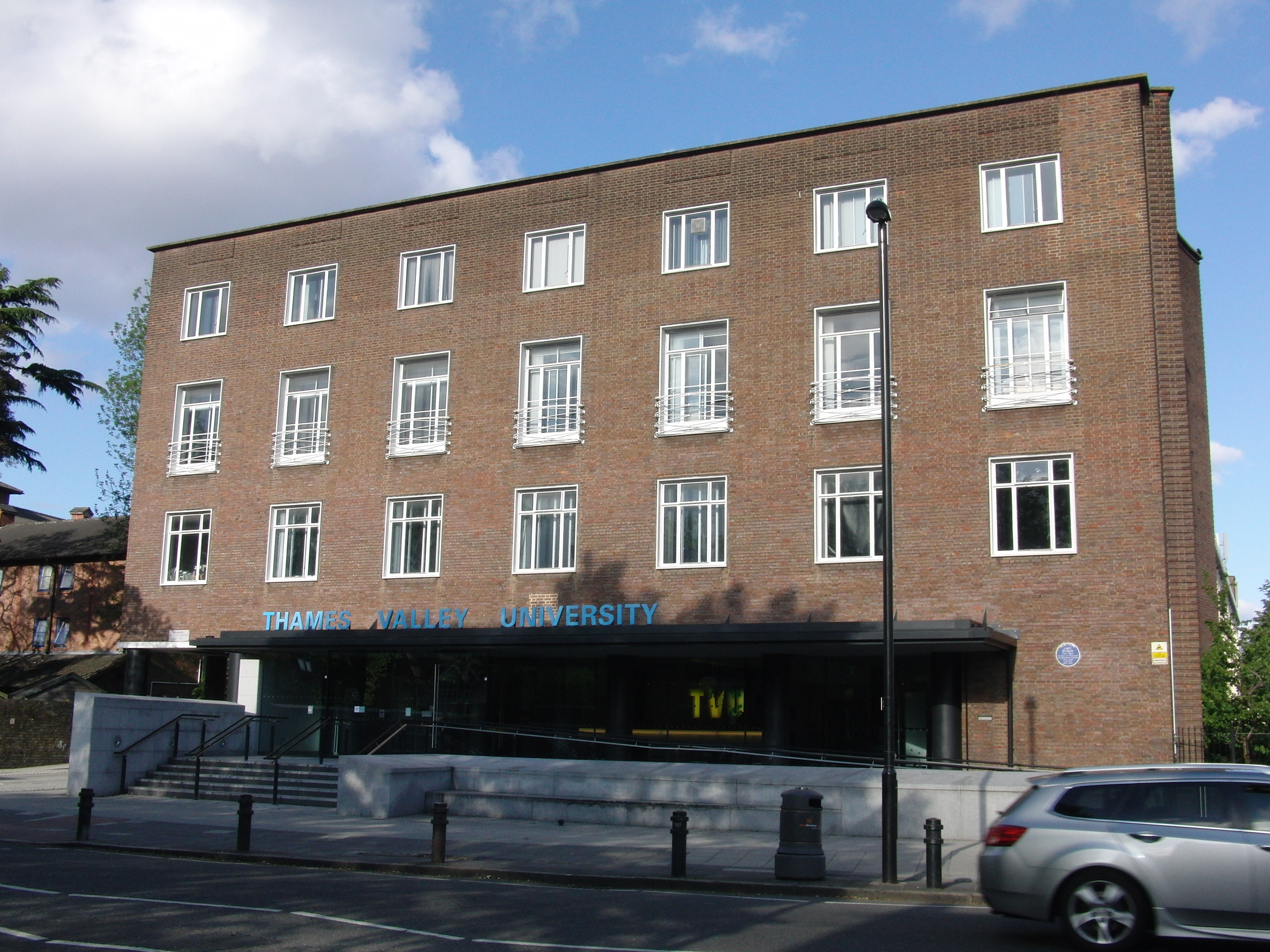
The University of West London Campus at St Mary's Road, Ealing.

### Tổ chức Sinh Viên West London
The West London Students' Union (gọi tắt WLSU) là tổ chức sinh viên được công nhận bởi trường Đại học West London. Hội có tổng thể 47,000 sinh viên đến từ nhiều cơ sở. WLSU là thành viên của Liên Đoàn Sinh Viên Toàn Quốc, National Union of Students.
Hội sinh viên đặt trụ sở ở North Building trên đường St. Mary's Road, và cung cấp nhiều dịch vụ ưu đãi như Coffee Shop, Bar và phòng Gym.
Đài phát thanh sinh viên chính thức của trường là Blast Radio, đặt tại studo cổ nhất trên toàn thế giới Ealing Studios.

## Lễ trao bằng danh dự University of West London 2012
- Filmmaker Tony Palmer, FRGS
- Multi award-winning British film and television composer, David Arnold
- Founder of Film Design International (FDI), Terry Ackland-Snow
- Chief Executive of the Institute of Hospitality, Philippe Rossiter, FIH
- Founder of Harrison Catering Services Ltd, Geoffrey Harrison
- Chairman of Hospitality Action and Scannappeal, William Baxter, CBE
- Founder of Cobra Beer Ltd, Lord Bilimoria, CBE DL
- Founder of G.L.A Hotels, Grace Leo
- Founder, Chairman and CEO of WSH Ltd and Owner of Baxter Storey Benugo, Portico, Holroyd, Howe Independent and Caterlink, Alastair Storey
- Clinical Lead for NHS Ealing and Ealing Clinical Commissioning Group, Dr Paul Thomas
- National Assessor for the Department of Health for Clinical Psychologists, Dr Zenobia Nadirshaw
- Barrister, Josephine de Souza
- Barrister, Professor Paul Dobson

### Cựu sinh viên của Đại học West London
Đại học West London là một trong số các trường đại học đào tạo nên những tên tuổi lớn nhất ở nhiều nền công nghiệp trên toàn thế giới đặc biệt trong các lĩnh vực truyền thông, điện ảnh, giải trí và du lịch dịch vụ. Nhiều người trong số đó đã được đề cử các giải thưởng lớn như Oscar, Grammy hoặc trở thành các huyền thoại lớn trong lịch sử. 
Về âm nhạc, khoa âm nhạc London College of Music là một trong bốn cục khảo thí âm nhạc duy nhất trên toàn lãnh thổ Vương Quốc Anh. Nhiều người nổi tiếng đã được đào tạo qua các thời kỳ. Nổi bật nhất là huyền thoại âm nhạc Freddie Mercury, trưởng nhóm nhạc Rock Queen theo học ở trường vào những năm 60. Tên của ông sau này đã được đặt cho một quán pub trong hội sinh viên của trường như một sự tôn vinh.
Ngoài ra, còn có ca sĩ Pete Townshend của nhóm nhạc The Who. Nhà sản xuất âm nhạc Alex da Kid  theo học ngành công nghệ âm nhạc, được đề cử nhiều giải thưởng Grammy và người sản xuất âm nhạc cho các ca sĩ như Eminem, Radioactive. Ca sĩ Matt Tong thành viên của nhóm Bloc Party từng theo học ngành Biểu diễn âm nhạc ở đây.
Bên cạnh đó, còn có Matthew Hodson người sáng lập ra viện London Synthesis Orchestra. Kỹ sư âm nhạc James Buttery của Viện Âm nhạc Hoàng Gia Royal College of Music, nhà sản xuất Robert Orton (từng làm việc với các nhóm nhạc Trevor Horn, The Police và được trao tặng 2 giải Grammy cho các bản ghi âm với Lady Gaga).
Nhà sản xuất âm nhạc John Webber với nhiều giải thưởng Grammy qua các năm, từng sản xuất âm nhạc cho Ian Prince & The Swingle Singers, Nerina Pallot và Mr Hudson. 
Về điện ảnh, nhà làm phim Fodhla Cronin O'Reilly, cựu sinh viên ngành Thạc sĩ Điện ảnh học được đề cử OSCAR năm 2013 ở hạng mục Phim hoạt hình ngắn xuất sắc nhất (Best Animated Short Film).
Về chuyên ngành Luật, Bà Karon Monaghan, luật sư và chính trị gia theo học ngành Luật tại UWL, được chọn làm chuyên gia tư vấn cho chính phủ Vương Quốc Anh vào năm 2010 khi quốc hội soạn thảo các điều luật liên quan đến Women and Equality Unit thuộc bộ luật Discrimination Law Review.
Về kinh doanh và dịch vụ, ngài Ian R. Carter, theo học ngành Quản trị kinh doanh (Business Administration) năm 1984, hiện tại là Chủ tịch điều hành và phát triển quốc tế của tập đoàn khách sạn Hilton Worldwide. Ông Arash Hamdami chuyên gia phân tích và phát triển tại Ngân hàng Barclays (RBBCOO). Chủ tịch tập đoàn Viglen, ông Claude Littner, từng theo học ngành MBA ở đây. Ông hiện tại còn tham gia vào show truyền hình ăn khách The Apprentice trên BBC.
Trường còn có khoa ẩm thực và du lịch đào tạo nên nhiều chuyên gia trong lĩnh vực dịch vụ, ẩm thực và giải trí. Một trong số đó phải kể đến cựu người mẫu Lorraine Pascale từng theo học ngành Ẩm thực học ở đây và trở thành chủ show truyền hình ẩm thực trên BBC. Cô cùng với trường Đại học West London xuất bản nhiều cuốn sách nổi tiếng trong đó phải kể đến: Baking Made Easy và Home Cooking Made Easy.
Ngoài ra, từng theo học ở đây còn có Bếp trưởng của Nữ hoàng Vương Quốc Anh, Chính trị gia Stewart Jackson, Phó Bộ trưởng Giáo dục Malaysia (đương chức) và cựu Bộ trưởng Y tế quốc đảo Mauritius.